# Friedhof in Heiligenfelde
Der Friedhof in Heiligenfelde liegt im Ortsteil Heiligenfelde der Stadt Syke im niedersächsischen Landkreis Diepholz. Es ist der Begräbnisplatz für die Verstorbenen aus dem Kirchspiel Heiligenfelde. Zu diesem Kirchspiel gehören die Syker Ortsteile Gödestorf, Heiligenfelde, Henstedt, Jardinghausen und Wachendorf.

## Beschreibung

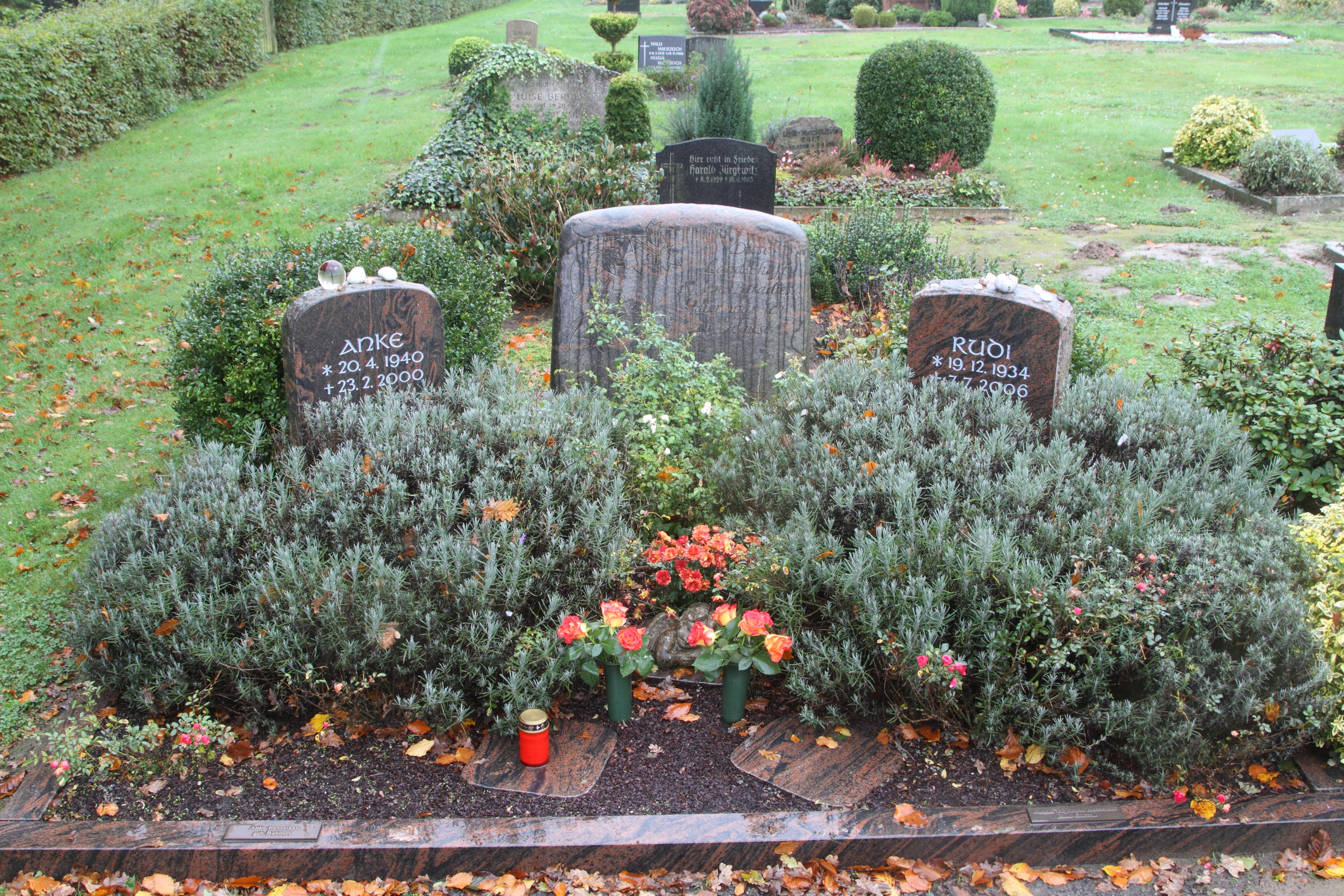
Grabstätte von Rudi und Anke Carrell auf dem Friedhof Heiligenfelde (Oktober 2014)

Der Friedhof befindet sich am östlichen Ortsrand direkt an der nördlich verlaufenden „Heiligenfelder Straße“ (= Kreisstraße K 129). Er ist etwa 150 Meter lang und etwa 100 Meter breit. Auf dem Friedhof befindet sich die Grabstätte von Rudi Carrell (1934–2006) und seiner zweiten Ehefrau Anke (1940–2000).

## Geschichte
Der „neue“ kirchliche Friedhof am östlichen Ortsrand wurde in den Jahren 1936, 1946 und 1972 erweitert. Die Friedhofskapelle stammt aus dem Jahr 1967.

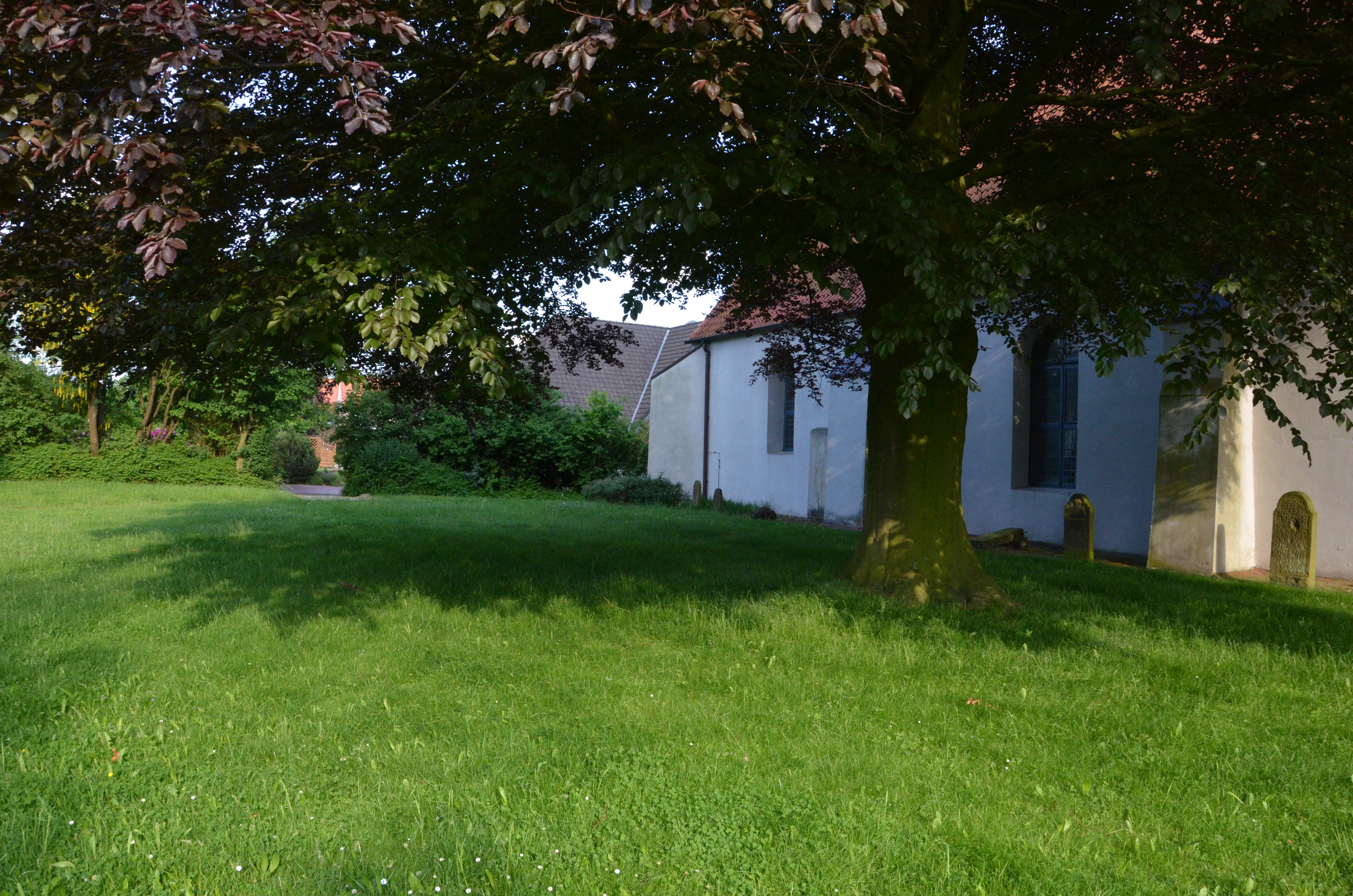
Alter Kirchhof Heiligenfelde bei der ev.-luth. Michaelskirche (Mai 2012)

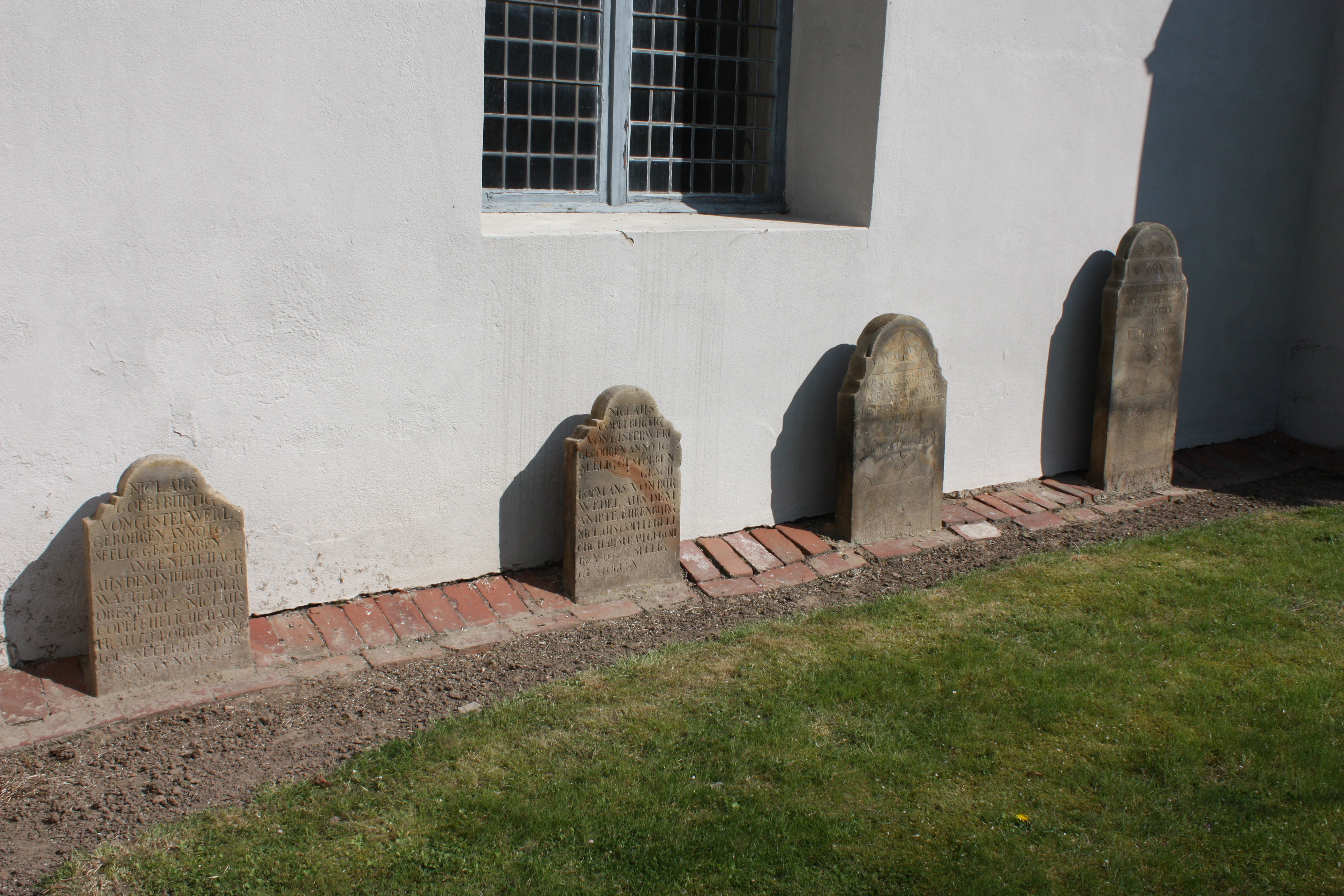
Alte Grabsteine an der Michaelskirche (April 2009)

Vorgänger-Friedhof war ein alter kirchlicher Friedhof rund um die Heiligenfelder Kirche (siehe Liste der Baudenkmale in Syke#Heiligenfelde). Dieser wurde 1928 geschlossen, einige Grabsteine aus dem 17./18. Jahrhundert sind erhalten.